# Guitera-les-Bains
Guitera-les-Bains (en cors Vuttera) és un municipi francès, situat a la regió de Còrsega, al departament de Còrsega del Sud. L'any 1999 tenia 97 habitants.

## Demografia
| 1962 | 1968 | 1975 | 1982 | 1990 | 1999 |
| ---- | ---- | ---- | ---- | ---- | ---- |
| 137  | 157  | 148  | 134  | 81   | 97   |

## Administració
| Període   | Identitat               | Partit | Qualitat |
| --------- | ----------------------- | ------ | -------- |
| 1952-1959 | Jean Casamarta          |        |          |
| 1959-1987 | Francois Lanfranchi     | DVG    |          |
| 1987-     | Pierre-Nonce Lanfranchi | DVD    |          |